# نظارات كاريرا
كاريرا (بالإنجليزية: CARRERA)‏ هي علامة تجارية تابعة لمجموعة سافيلو التي تصمم وتنتج النظارات الشمسية والنظارات الرياضية. تأسست في النمسا عام 1956، وتعمل الآن من بادوفا، إيطاليا.

## التاريخ
تأسست كاريرا في عام 1956 في النمسا على يد فيلهلم أنجر بصفتها صانع النظارات الرياضية فيلهلم أنجر ويركر المستوحى من سباق السيارات كاريرا باناميريكانا.
في عام 1964 ، طور فيلهلم أنجر وحصل على براءة اختراع لمادة أوبتل ، والتي كانت عبارة عن بلاستيك مقوى بالحرارة ووزن أقل بنسبة 20٪ من الأسيتات مما أدى إلى تقليل تفاعلات الحساسية وتحسين الملاءمة من خلال تأثير الذاكرة الذي يوفر مرونة دائمة وثباتًا في الأبعاد.
في عام 1974 ، تم تغيير اسم الشركة إلى كاريرا العالمية وأنشأت مقرًا لها في تراون ، النمسا ، وذهبت إلى شراكة مع مصمم السيارات Ferdinand Alexander لتطوير مجموعة النظارات الشمسية Carrera Porsche Design.
في الثمانينيات ، رعت كاريرا الأحداث الرياضية مثل كأس أمريكا ، والألعاب الأولمبية الشتوية لعام 1988 ، وسباق الفورمولا 1.
في عام 1996 ، اشترت Safilo Group S.p.A كاريرا ولديها الآن مقر في بادوفا بإيطاليا. في نفس العام ، أنشأت الشركة مصنع التجميع في مقاطعة Henan في الصين.
يتم جمع مجموعة كاملة من نظارات كاريرا بواسطة مجموعة سافيلو برايفت كوليكشن

## وصلات خارجية
- الموقع الرسمي
- نظارات كاريرا